# وداد أدبي بوفاريك
وداد أدابي بوفاريك المعروف باسم وداد بوفاريك، هو نادي كرة قدم جزائري مقره في مدينة بوفاريك. تأسس عام 1945، وألوانه هي الأسود والبرتقالي. يلعب الفريق مبارياته على ملعب محمد الرجاز الذي يتسع لـ 8000 متفرج. يلعب النادي حاليًا في الرابطة الجزائرية المحترفة الثانية.
صعد فريق وداد بوفاريك إلى القسم الثاني في موسم 1967 - 1968. عاود الصعود إلى المحترف الثاني موبيليس في موسم 2015-2016 بعد معاناة 10 سنوات في القسم الهواة . في موسم 1978 - 1979 صعد فريق وداد بوفاريك إلى القسم الأول.

## تاريخ
تأسس فريق وداد بوفاريك من طرف بعض الشباب من الرياضيين سنة 1945م بمدينة بوفاريك أثناء الحقبة الاستعمارية، وكان الفريق ينشط في الأقسام المتوسطة شأنه شأن باقي الفرق الجزائرية آنذاك، بعد أن يتم وقف كل النشاطات أثناء الثورة التحريرية (1954-1962). بعد استقلال الجزائر عاد وداد أدابي بوفاريك لنشاطه، وطيلة السنوات التالية لعب الفريق في القسم الشرفي إلى جانب أندية مثل: جمعية أولمبي الشلف، أولمبي العناصر، شبيبة القبائل.